# Acervo génico
En genética de poblaciones, el acervo génico (en inglés gene pool; también llamado patrimonio genético) de una especie o población es el grupo completo de alelos únicos presentes en el material genético de la totalidad de los individuos existentes en dicha población. Un acervo genético amplio se asocia a una variabilidad genética amplia, que se asocia con poblaciones robustas, o sea con mayor adaptabilidad a diversas circunstancias, capaces de sobrevivir a intensos eventos de selección. Por el contrario, una baja variabilidad genética (cuello de botella o consanguinidad) conlleva una superior especialización al medio y una menor adaptabilidad a circunstancias no previstas, lo cual aumenta la posibilidad de extinción en contextos novedosos.
Cuando existen varios alelos para un gen o locus dado, se dice que la población es polimórfica con respecto a ese gen o locus. Cuando dicha variación no existe se dice que es monomórfica.
El concepto de "pool de genes" o "acervo genético" sirve como herramienta para conceptualizar la habilidad de las poblaciones de plantas de cruzarse con otras poblaciones no específicas y con poblaciones de otras especies, usualmente dentro del mismo género. El pool de genes "primario" consiste en poblaciones interfértiles, generalmente asignadas a una misma especie, y puede haber poblaciones asignadas a otras especies si son completamente compatibles en el cruce. El pool de genes "secundario" está representado por todas las demás poblaciones que pueden cruzarse con ese cultivo. El flujo de genes es posible, pero una consecuencia es una reducción de la fertilidad de las generaciones híbridas. Las especies del pool de genes "terciario" ya no pueden cruzarse con la especie cultivada, salvo mediante biotecnología avanzada, porque los híbridos resultantes muchas veces expresan anormalidades y usualmente son letales o completamente estériles.